# 실버 라인 (MBTA)
실버 라인(Silver line)은 보스턴의 간선급행버스체계(BRT) 노선이다. 현재는 별도의 단계로 구축된 두 개의 구간에서 네 개의 경로를 운영한다.
첫 번째 구간에는 록스버리에 있는 더들리 스퀘어 역에서 워싱턴 가를 거쳐 보스턴의 다운타운 크로싱 역(SL5) 및 사우스 역(SL4)까지 이르는 2개의 노선이 있다. 두 번째 구간은 사우스 지하철 역에서 사우스보스턴 (SL2)까지, 로건 국제공항에서는 이스트보스턴 (SL1)까지 운행한다. 듀얼 모드 버스를 운행하며 일부는 전용 버스 터널에서, 부분적으로는 도로 거리, 테드 윌리엄스 터널 및 공항 도로를 포함한 공용 도로에서 운행된다. 라이더는 사우스 스테이션에서 섹션과 다른 라인 사이를 이동할 수 있다. SL1, SL2 및 레드 라인 (SL4 제외) 간에는 요금 통제 내에 있다. 그러나 사우스 역에서는 SL1, SL2 및 레드 라인에서 SL4로 (또는 그 반대로) 환승이 가능하다.
속도 및 일정 성과면에서 실버 라인 노선은 교통 및 개발 정책 연구소(ITDP)에서 공표한 BRT 최소 기준보다 떨어져서 대중 교통 지지자들의 불신을 가져왔다. 일부 구간에서는 배타적인 통행 우선권이 있지만, 다른 구간에서는 혼잡한 구간에서 병용으로 운용하여 속도를 내기 어렵다. 2014년 9월 현재 첼시까지의 첫 번째 병용 도로 구간 확장 계획이 이루어졌으며 실버 라인의 다른 확장도 구상중이다.

## 서비스 노선

실버 라인 서비스의 도식

### 워터프런트: SL1 & SL2

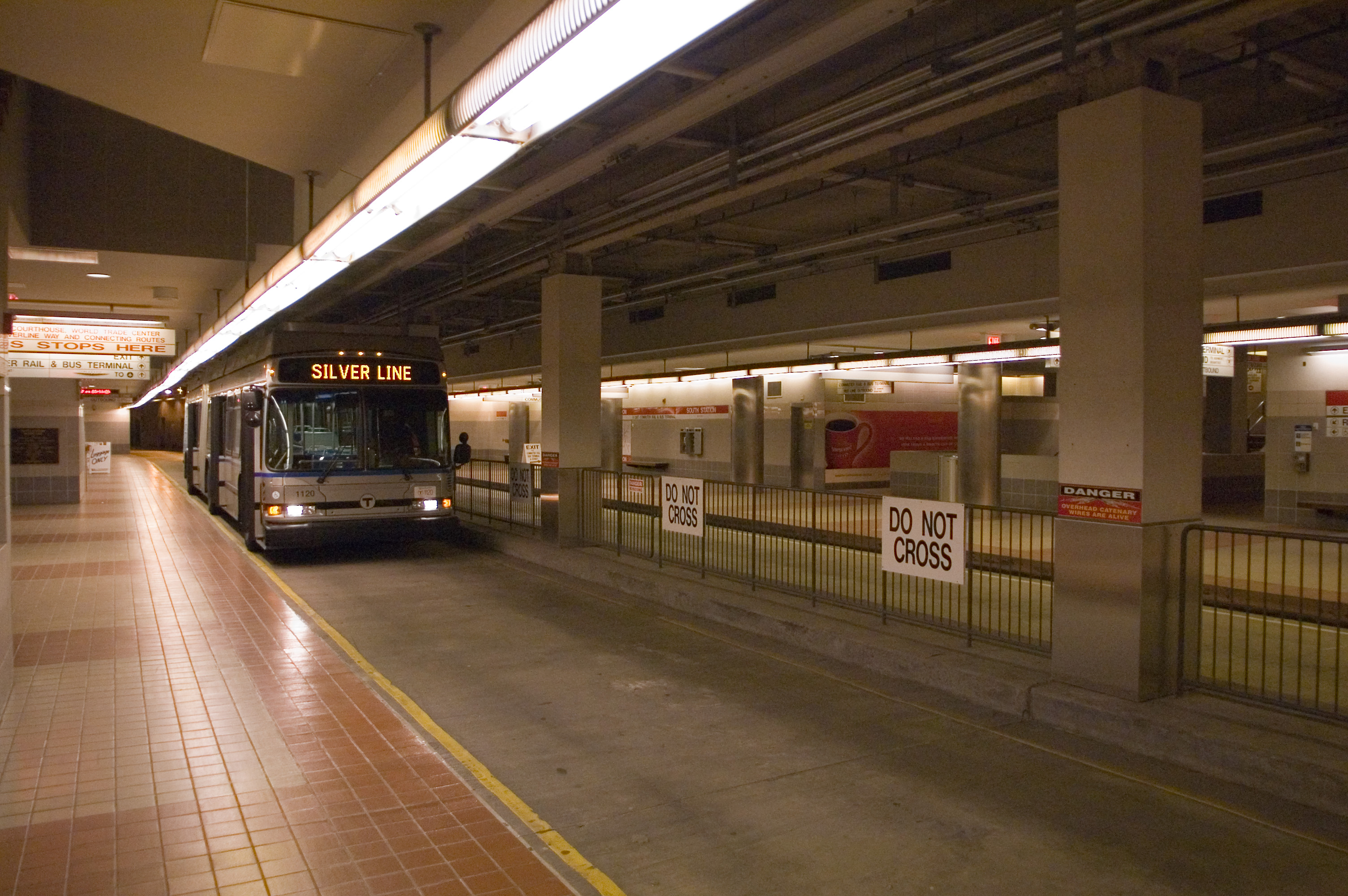
사우스 역을 출발해 SL2 워터프런트 선을 운행하는 듀얼-모드 버스

두 실버 라인 서비스는 사우스 역에서 보스턴 세계 무역 센터로 이어지는 전용 터널을 지나고, 실버 라인 웨이 역에서 갈라져 일반 도로와 병행 운행하여 동쪽으로 멀리 떨어진 다른 두 블록을 지나게 된다.
- SL1 로건 국제공항 ~ 보스턴 사우스 역
- SL2 디자인 센터 ~ 보스턴 사우스 역

러시아워 시간에는 실버 라인 웨이에서 일부 차량이 터널로 되돌아가면서 사우스 역과 실버 라인 웨이 구간의 배차를 증가시킨다.
SL1 버스는 로건 국제공항을 순환 운행하며, 터미널 건물 (A, B1, B2, C, E)내의 도착층에서만 정차한다. 기타 무료 셔틀 버스 서비스는 터미널을 블루 라인의 공항역과 호텔, 렌터카 센터 및 수상 택시와 같은 기타 공항 목적지와 연결한다. 무빙워크가 있는 시스템은 터미널 A와 E, 힐튼 호텔 및 중앙 주차 공간을 연결한다. 각 터미널을 담당하는 항공사 목록은 로건 국제공항 항목을 참고하라.

#### 요금
SL1 및 SL2를 이용하는 승객들은 일반 MBTA 지하철 요금을 지불하는데, 찰리카드를 사용시 2.25 달러, 찰리티켓 또는 현금을 사용시 2.75 달러를 지불한다. 현금과 신용 카드를 사용할 수 있는 자동 판매기는 로건 국제공항 터미널과 세계무역센터, 법원 및 사우스 역에 설치되어 있다. 레드 라인과는 SL1 과 SL2 이용자를 위한 사우스 역에서 무료로 환승할 수 있다. 찰리카드 이용자들만 다른 버스 노선으로의 무료 환승을 제공하고 Express Bus의 요금 할인이 있다. 현금 이용자가 아닌 찰리카드, 찰리티켓 이용자는 사우스 역 바깥의 종점지에서 SL4 서비스로 무료 환승이 가능하다.
로건 공항에 탑승하는 승객은 서비스 속도 향상을 위해 추가 요금을 지불할 필요가 없이, 승객들이 3개의 문 전부를 통해 탑승할 수 있도록 하고 있다. 이 무료 탑승은 2012년 6월 6일 시범적으로 실시되었으며, 실버 라인 이용객과 공항에서 블루 라인의 이용객수가 꾸준히 증가함으로서, 이 제도가 공항에서 대중 교통의 이용이 늘어나고 있음을 보여주고 있다. Massport는 FAA의 승인에 따라 MBTA에 모든 손실 요금 수익을 환급한다. (공항 수익은 일반적으로 외부 계획에 사용될 수 없기 때문이다.)

#### 차량
Neoplan USA AN460LF 듀얼-모드 (dual-mode) 60 피트 굴절버스는 사우스 역에서 실버 라인 웨이 구간의 터널 내부에서 연소 가스 발생을 피하기 위해 전차선으로 구동되는 트롤리버스로 동작하고, 이후 구간에는 디젤 동력으로 운행하며, 이 때 전차선 전력으로 작동할 때 사용되는 동일한 전기 모터를 구동하기 위해 디젤 동력을 전력으로 변환한다. 이 버스는 표준 40 피트 버스보다 더 높다. 후방 및 중앙 바퀴 모두 전기 모터에 의해 구동되므로 눈 속에서도 계속 작동할 수 있다. 이 버스는 저상버스 기술과 플립형 램프를 이용하여, 휠체어 램프가 장착되어 있다.

#### 정류장 목록

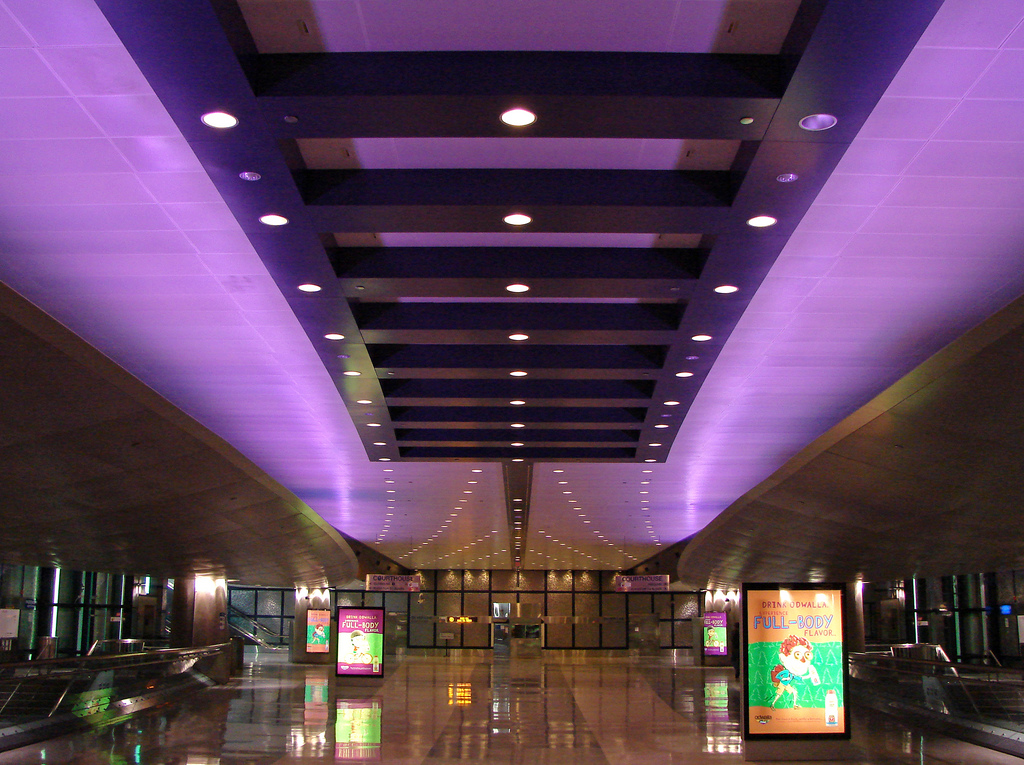
커트하우스 역

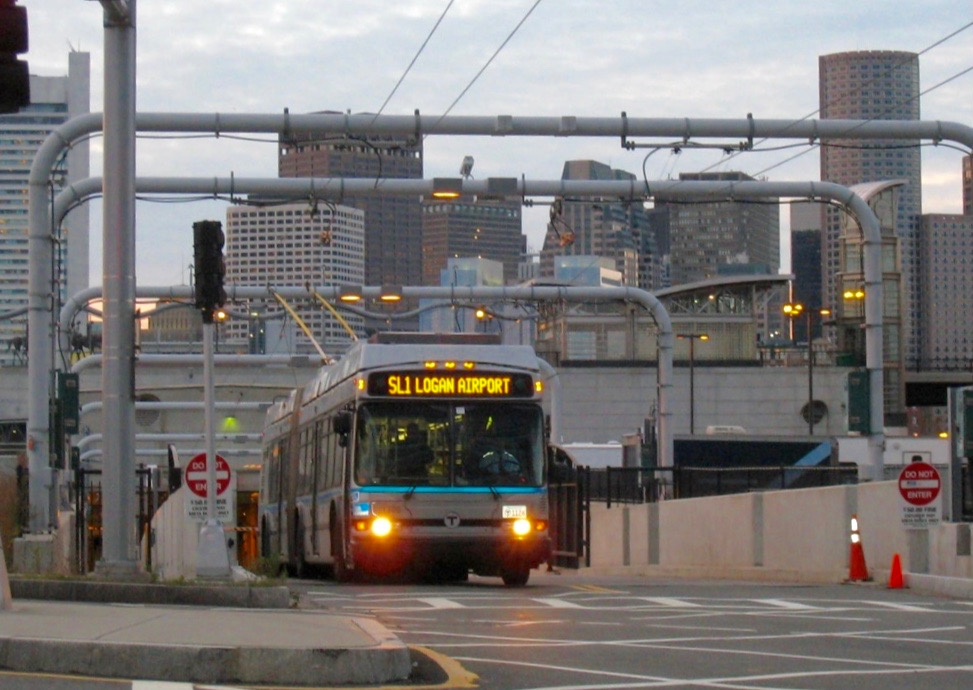
실버 라인 워터프런터에서 전기 모드로 작동하는 듀얼-모드 버스

| 소재지          | 정류장                                                      | 노선      | 개장             | 환승 및 참고 |
| --------------- | ----------------------------------------------------------- | --------- | ---------------- | --- |
| 다운타운 보스턴 | 사우스 역 South Station                                     | SL1 & SL2 | 2004년 12월 17일 | 레드 라인, 실버 라인 SL4, MBTA 커뮤터 레일, 암트랙, 시내 및 시외 버스 |
| 사우스보스턴    | 커트하우스 Courthouse                                       | SL1 & SL2 | 2004년 12월 17일 | John Joseph Moakley United States Courthouse |
| 사우스보스턴    | 세계 무역 센터 World Trade Center                           | SL1 & SL2 | 2004년 12월 17일 | 보스턴 컨벤션 및 전시 센터, 프로빈스타운(Provincetown, 계절 페리를 통해), 현대 미술 연구소(Institute of Contemporary Art) / 역 대합실에 렌티큘러(Lenticular) 장식이 되어 있다. |
| 사우스보스턴    | 실버 라인 웨이 역 Silver Line Way                           | SL1 & SL2 | 2004년 12월 17일 | 디젤과 가공 전차선 전력 간의 전환이 이 역에서 시행된다. |
| 이스트보스턴    | 로건 국제공항 A 터미널 Logan Airport Terminal A             | SL1       | 2005년 7월 1일   | 매스포트(en:Massport) 및 렌터카 셔틀 버스; 중앙 주차장과 힐튼 호텔로 가는 보도                                                                                                 |
| 이스트보스턴    | 로건 국제공항 B 터미널 남부 Logan Airport Terminal B south  | SL1       | 2005년 7월 1일   | 참조: 로건 공항에서의 각 터미널의 항공사 및 목적지 |
| 이스트보스턴    | 로건 국제공항 B 터미널 북부 Logan Airport Terminal B north  | SL1       | 2005년 7월 1일   | |
| 이스트보스턴    | 로건 국제공항 C 터미널 Logan Airport Terminal C             | SL1       | 2005년 7월 1일   | |
| 이스트보스턴    | 로건 국제공항 E 터미널 Logan Airport Terminal E             | SL1       | 2005년 7월 1일   | 국제선 도착, 힐튼 호텔 |
| 사우스보스턴    | 시포트 호텔 Seaport Hotel                                   | SL1       | 빈칸             | 세계 무역 센터, 보스턴 컨벤션 및 전시 센터, SL2와 환승, 다음 정거장은 실버 라인 웨이(Silver Line Way)                                                                          |
| 사우스보스턴    | 306 노던 애비뉴 306 Northern Avenue                         | SL2       | 빈칸             | |
| 사우스보스턴    | 노던 애비뉴 & 하버 스트리트 Northern Avenue & Harbor Street | SL2       | 2004년 12월 31일 | |
| 사우스보스턴    | 노던 애비뉴 & 타이드 스트리트 Northern Avenue & Tide Street | SL2       | 2004년 12월 31일 | |
| 사우스보스턴    | 21 드라이 독 애비뉴 21 Dry Dock Avenue                      | SL2       | 빈칸             | |
| 사우스보스턴    | 25 드라이 독 애비뉴 25 Dry Dock Avenue                      | SL2       | 2004년 12월 31일 | |
| 사우스보스턴    | 88 블랙 팰컨 애비뉴 88 Black Falcon Avenue                  | SL2       | 2004년 12월 31일 | 유람선 터미널 |
| 사우스보스턴    | 디자인 센터 Design Center                                   | SL2       | 2004년 12월 31일 | |

### 워싱턴 가: SL4 and SL5

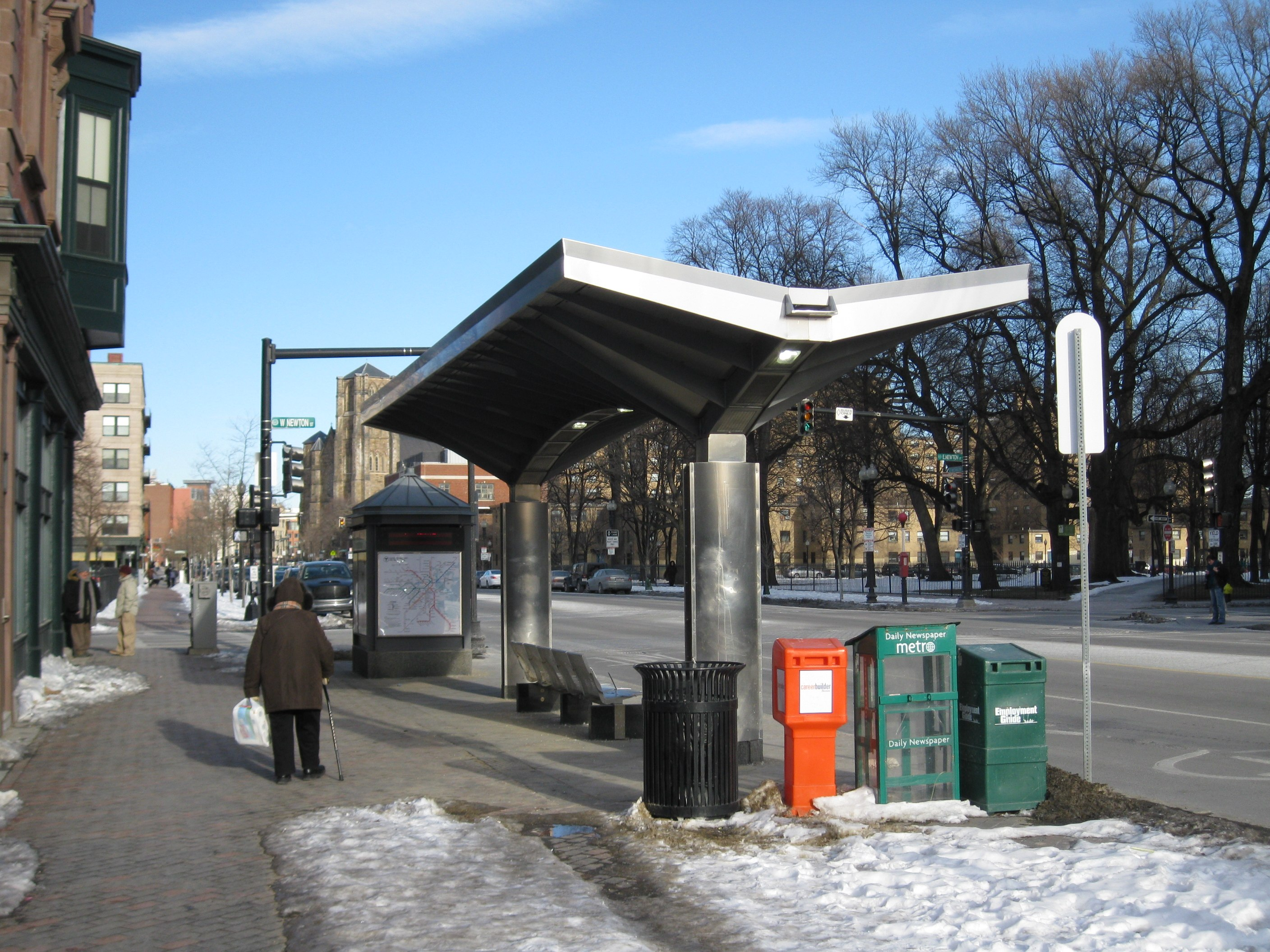
워싱턴 가에 있는 실버 라인 버스 정류장

록스버리의 더들리 스퀘어에서부터 워싱턴 가를 따라 보스턴 시내 사이에서 지정된 버스 차선으로 2개의 실버 라인 서비스가 운영된다.:
- SL4 더들리 스퀘어 ~ 보스턴 사우스 역
- SL5 더들리 스퀘어 ~ 다운타운 크로싱

이 두 서비스는 더들리 스퀘어에서 차이나타운까지의 대부분의 경로를 공유한다. SL5는 다운타운 크로싱과 보일스턴까지 북쪽 방향으로 가고, SL4는 에식스 가에서 동쪽의 사우스 역까지 간다. 승객은 사우스 역에서 SL1과 SL2의 버스로 환승할 수 있다. 그러나, SL4 버스는 역 단지에서 길 건너편 평면 버스 정류장에서 정차하는 반면, SL1 및 SL2 버스는 역 내의 지하 정류장에서 정차하기 때문에 직접 적인 환승은 되지 않는다.

#### 요금
SL1 및 SL2를 이용하는 승객들은 일반 MBTA 지하철 요금을 지불하는데,
SL4 및 SL5를 이용하는 승객들은 일반 MBTA 버스 요금을 지불한다. 찰리카드는 1.7 달러, 찰리티켓과 현금은 2 달러를 지불한다. 일부 역에서 실버 라인에서 지하철(레드, 그린, 오렌지 라인)로 승차하여 찰리카드를 사용할 때 추가로 50 센트를 지불한다. 해당 같은 역에서, 승객은 무료로 지하철에서 실버 라인으로 무료 환승이 가능하다.

#### 차량
주간에는 압축천연가스(CNG) 구동 60 피트 Neoplan USA와 디젤-전기 하이브리드 New Flyer 굴절버스를 사용하며, SL4 및 SL5 서비스에 사용시 표준 버스의 제공 용량보다 더 큰 용량의 버스를 사용한다. 야간에 승객 부하가 적고 굴절버스의 엔진 소음이 더 큰 것을 막기 위해 표준(40 피트, 비굴절) CNG 구동 버스가 사용된다. 눈보라가 날 때 표준 버스와 간혹 SL1 & SL2 (위 참조)의 일부 굴절 듀얼-모드 버스가 사용되는데, SL4 & SL5에서 일반적으로 사용되는 굴절버스는 엔진에서 후방 휠까지의 구동 장치가 있어 미끄러운 도로에서 잘 동작하기 않기 때문이다. (특히 눈이 적게 내릴 때에도 Neoplan USA 굴절버스가 적용된다.) 반대의 경우 허용되지 않는데, 이는 안전상의 이유로 CNG 차량이 SL1/SL2 터널에 들어갈 수 없기 때문이다. SL1 & SL2와 마찬가지로 이 버스에도 저상버스 기술과 플립형 램프를 이용하여, 휠체어 램프가 장착되어 있다.

#### 정류장 목록
특별히 명시되지 않은 경우를 제외한 모든 정류장은 2002년 7월 20일에 개설되었다.
| 소재지          | 정류장                                      | 노선      | 환승 및 참고 |
| --------------- | ------------------------------------------- | --------- | --- |
| 록스버리        | 더들리 스퀘어 Dudley Square                 | SL4 & SL5 | 1, 8, 14, 15, 19, 23, 25, 28, 41, 42, 44, 45, 47, 66, 170, 171번 버스 노선                                                             |
| 록스버리        | 멜네아 카스 블러바드 Melnea Cass Boulevard  | SL4 & SL5 | |
| 사우스엔드      | 레녹스 스트리트 Lenox Street                | SL4 & SL5 | |
| 사우스엔드      | 매사추세츠 애비뉴 Massachusetts Avenue      | SL4 & SL5 | 1, CT1 (오렌지 라인의 매사추세츠 애비뉴 역과는 별개의 정류장으로 북서쪽으로 1/2 마일 떨어져있다.)                                      |
| 사우스엔드      | 우체스터 스퀘어 Worcester Square            | SL4 & SL5 | 49번이 실버 라인으로 대체되었을 때 중단되었다가, 2002년 말에 복원 됨.                                                                  |
| 사우스엔드      | 뉴턴 스트리트 역 Newton Street              | SL4 & SL5 | |
| 사우스엔드      | 유니온 파크 스트리트 Union Park Street      | SL4 & SL5 | |
| 사우스엔드      | 이스트 버클리 스트리트 East Berkeley Street | SL4 & SL5 | 9, 11 (inbound 버스 전용) |
| 사우스엔드      | 헤럴드 스트리트 Herald Street               | SL4 & SL5 | 9 (outbound 버스 전용) |
| 차이나타운      | 터프츠 메디컬 센터 Tufts Medical Center     | SL4 & SL5 | 11, 43, 오렌지 라인 |
| 차이나타운      | 차이나타운 Chinatown                        | SL4 & SL5 | 11, 오렌지 라인 (inbound 버스 전용) |
| 다운타운 보스턴 | 보일스턴 Boylston                           | SL5       | 43, 55, 그린 라인 (outbound 버스 전용)                                                                                                 |
| 다운타운 크로싱 | 다운타운 크로싱 Downtown Crossing           | SL5       | 레드 라인, 오렌지 라인; 파크 스트리트 역에서 그린 라인과도 환승 가능                                                                   |
| 다운타운 보스턴 | 보스턴 사우스 역 South Station              | SL4       | 실버 라인 SL1 (로건 공항), SL2, 레드 라인, MBTA 커뮤터 레일, 암트랙 시내 및 시외 버스. 실버 라인 정류장은 2009년 10월 13일에 개장했다. |

## 같이 보기
- 간선급행버스체계
- MBTA 버스
- 보스턴 지하철
- 그레이터 보스턴의 트롤리버스(Trolleybuses in Greater Boston)